# Trinitatiskirche (Chemnitz-Hilbersdorf)

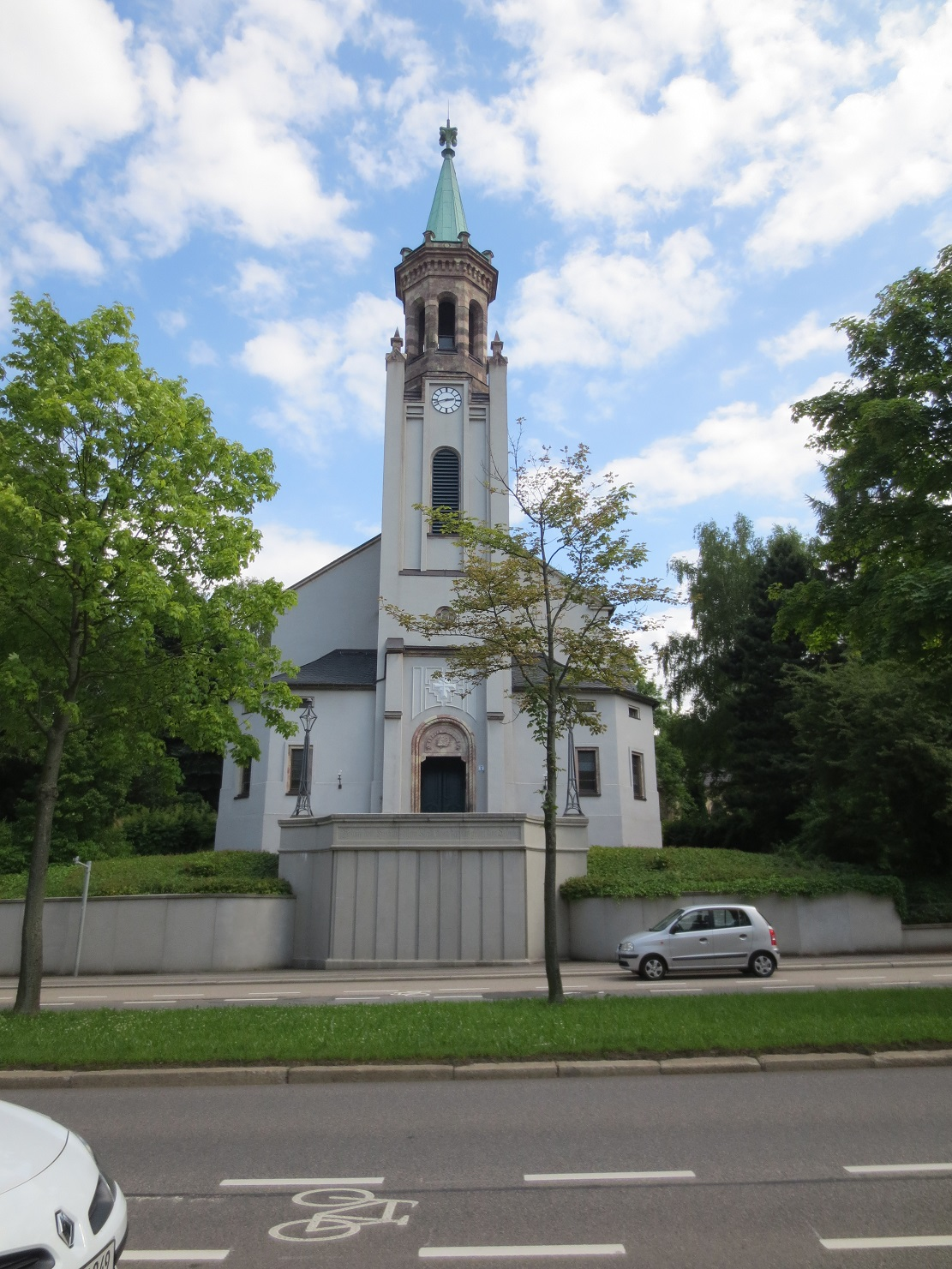
Trinitatiskirche an der Frankenberger Straße

Die Trinitatiskirche im Stadtteil Hilbersdorf der Großstadt Chemnitz ist eine 1866 geweihte Kirche, die eine alte abgebrochene Dorfkirche ersetzte, die dem Eisenbahnbau weichen musste. Diese auf einer Anhöhe stehende, weithin sichtbare Kirche mit markantem Turm, im Rundbogenstil des 19. Jahrhunderts, besitzt eine schöne alte, terrassierte Friedhofsanlage mit interessanten Grabmälern und einer prächtigen Friedhofskapelle. Diese Anlage ist eine denkmalgeschützte Gesamtanlage, also ein Ensemble, das vom Landesamt für Denkmalpflege Sachsen mit der Aktennummer 09302648 unter Schutz gestellt worden ist.

## Sachgesamtheit
Die Sachgesamtheit „Trinitatiskirche Chemnitz-Hilbersdorf mit Kirchhof“, in der Frankenberger Straße 132, Denkmal-Aktennummer 09302648, wird durch das Denkmalamt folgendermaßen beschrieben:
Auf einer Anhöhe stehende, weithin sichtbare Kirche mit markantem Turm, im Rundbogenstil des 19. Jahrhunderts, schöne alte, terrassierte Friedhofsanlage mit interessanten Grabmälern und prächtiger Kapelle,
mit folgenden Einzeldenkmalen:
- Kirche, 1866 Weihung
- Friedhofskapelle, um 1870 (Feierhalle)
- Einfriedung,
- einige Grabmale,
- sowie Kriegerdenkmal für die Gefallenen des Ersten Weltkrieges, nach 1918 (Kriegerdenkmal)
- weiterhin der Kirchhof (Gartendenkmal) als Sachgesamtheitsteil.

## Trinitatiskirche
Das alte Ortszentrum von Hilbersdorf, mit der dort befindlichen, im 16. Jahrhundert errichteten Katharinenkirche, wurde zugunsten des Baus der Gleisanlagen für die Eisenbahnstrecke Chemnitz–Flöha 1863 bis 1866 abgebrochen. Als Ersatz für die Katharinenkirche entstand die 1866 geweihte Trinitatis-Kirche an der Frankenberger Straße.
Als 1866 diese Kirche erbaut wurde, erhielt sie einen Altarblock, der etwas Besonderes ist. Er wurde aus Hilbersdorfer Porphyrtuff aufgesetzt und mit grün-schwarzen Serpentinsteinplatten aus den Waldheimer Brüchen verkleidet. Zunächst zierte ihn ein großes Kruzifix. Beim Erweiterungsbau der Kirche 1930 wurde es ersetzt durch die auf dem Kirchenboden wiedergefundene Figurenschnitzgruppe aus der Werkstatt Peter Breuers in Zwickau, vermutlich aus dem Jahre 1518, die die Kreuzabnahme Jesu darstellt. Sie stammte aus der alten Katharinenkirche.

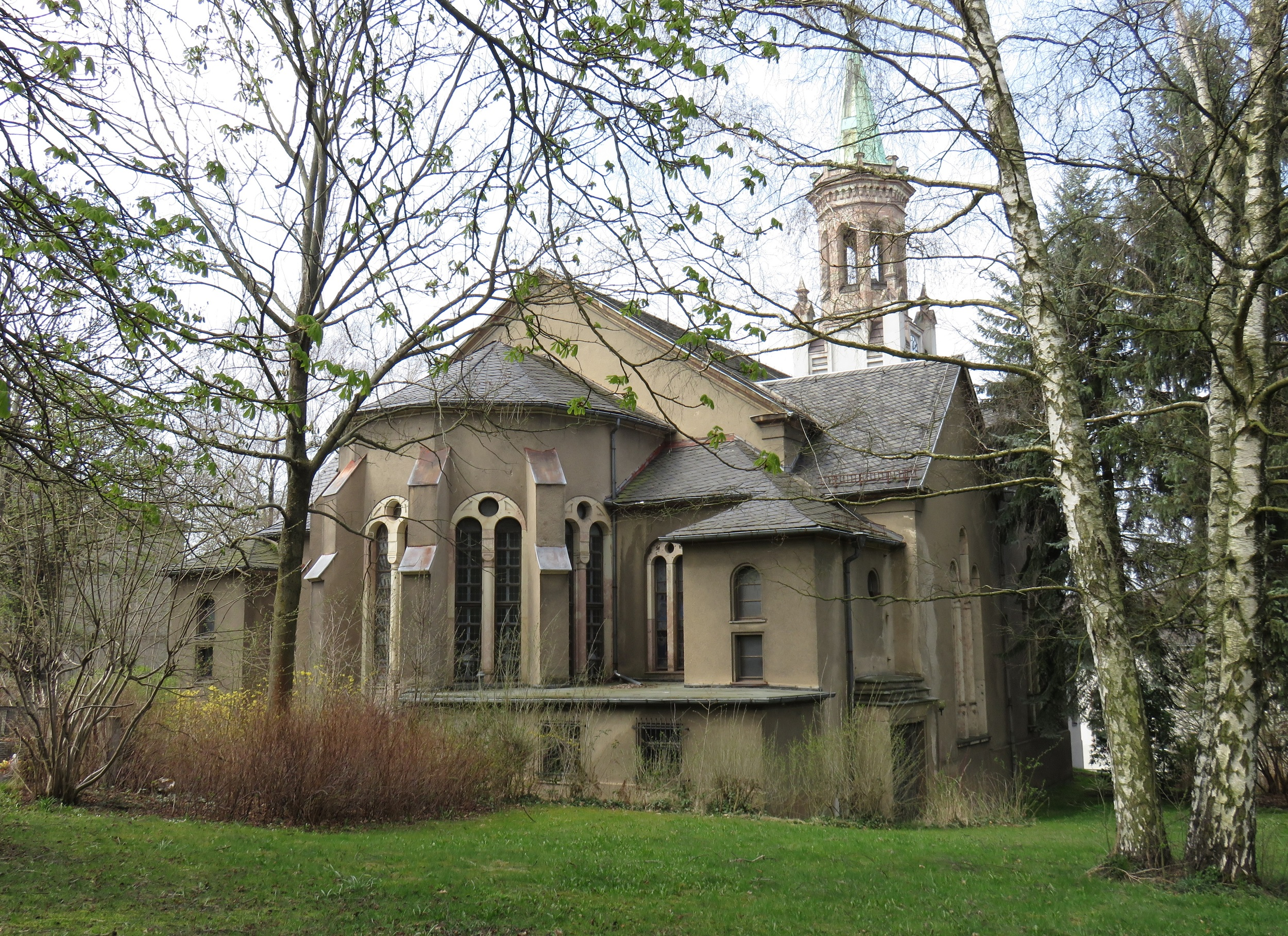
Kirche von der Chorseite
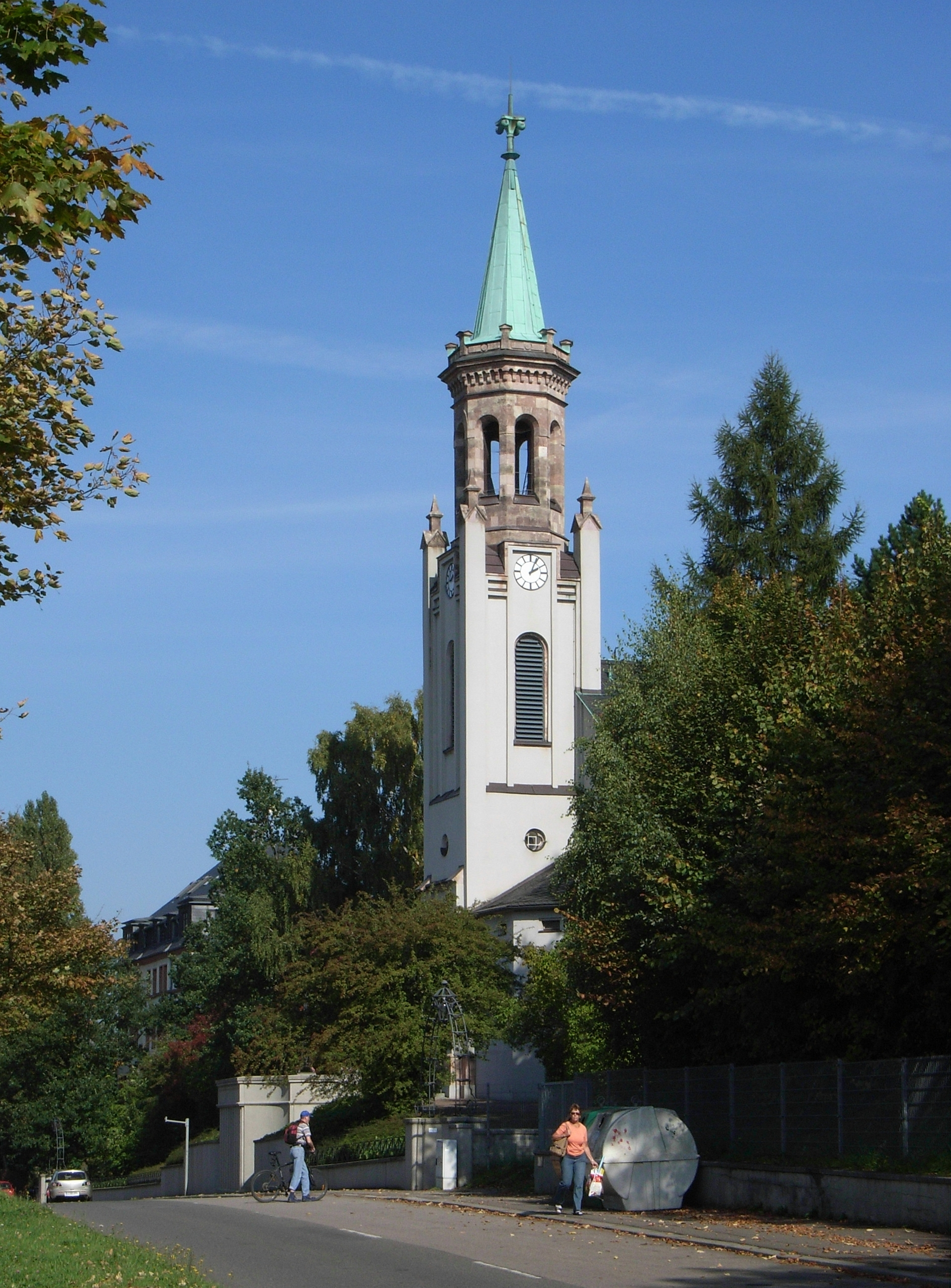
Turm der Trinitatiskirche
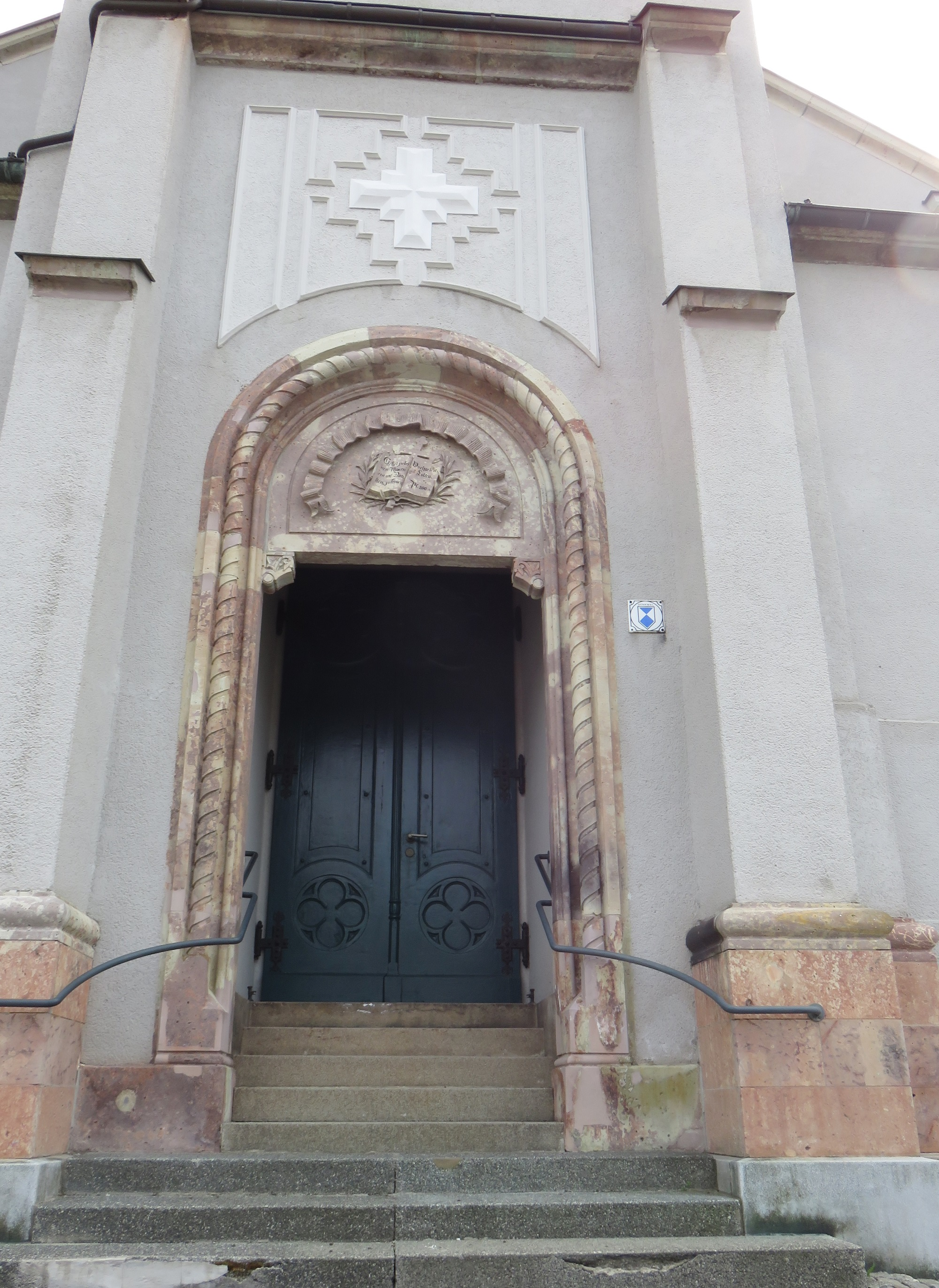
Kirchenportal
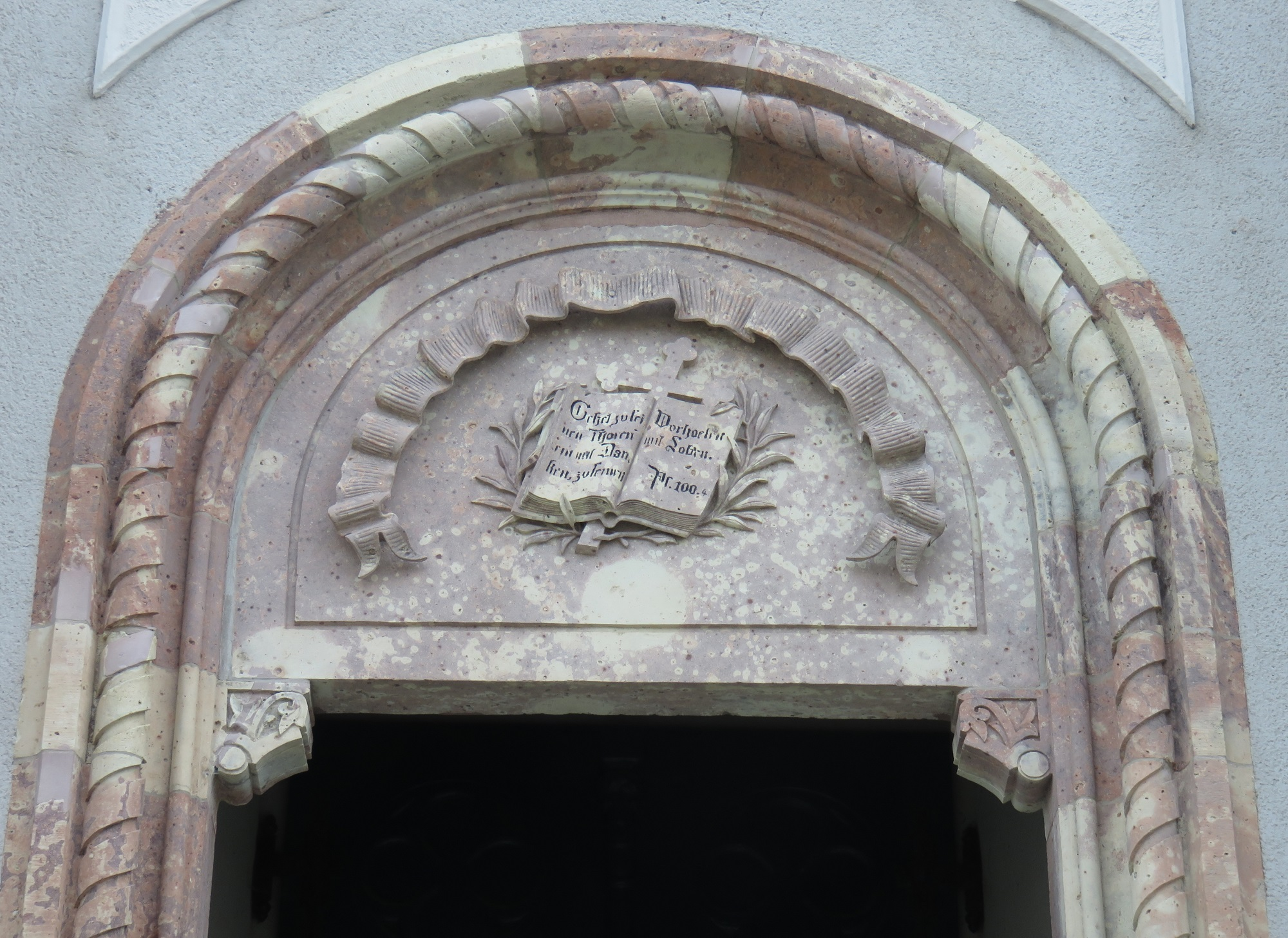
Psalm am Portal
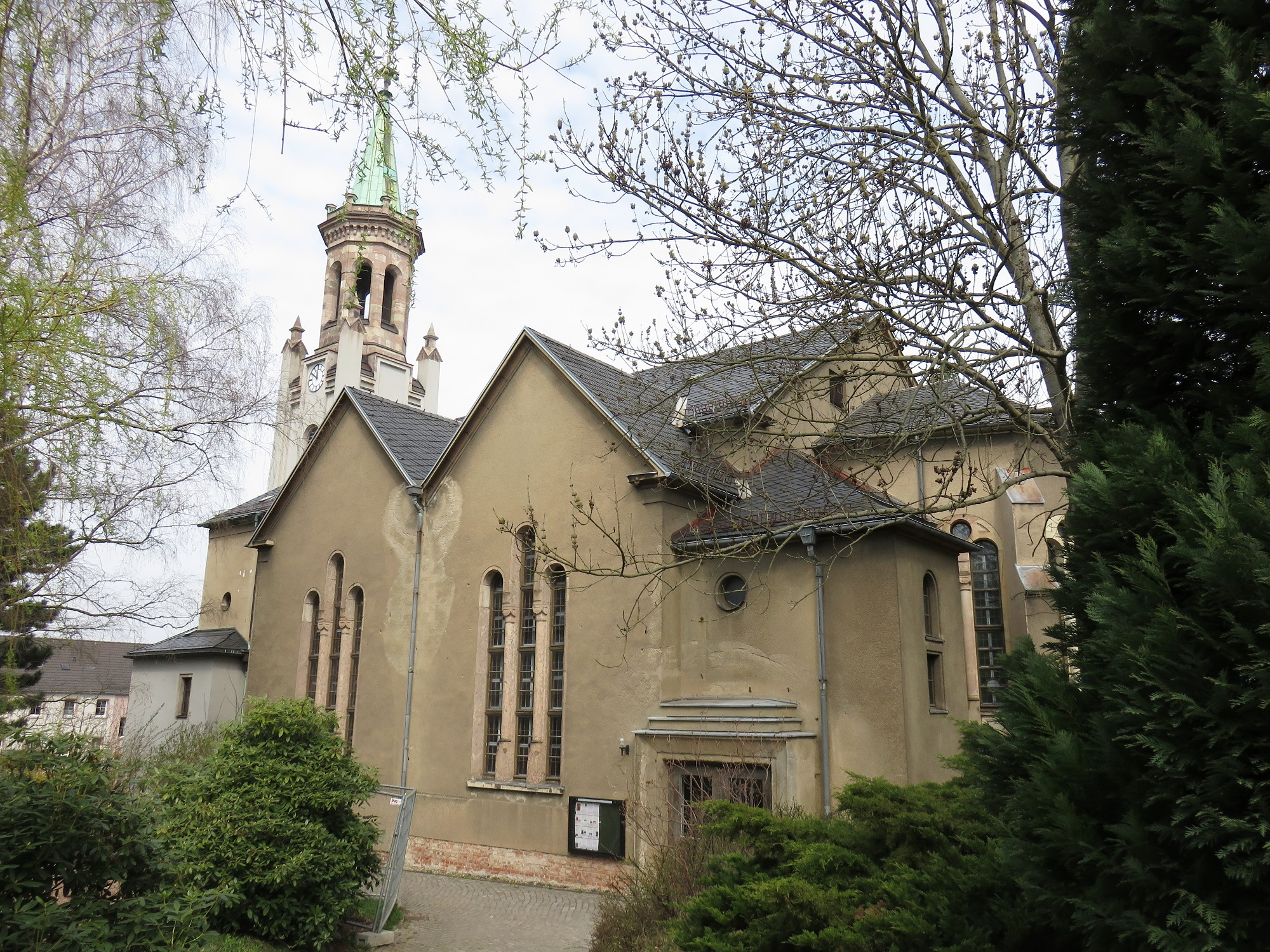
Seiteneingang der Kirche

## Friedhofskapelle
Die Friedhofskapelle oder Feierhalle wurde erst um 1870 herum im klassizistischen Stil erbaut.

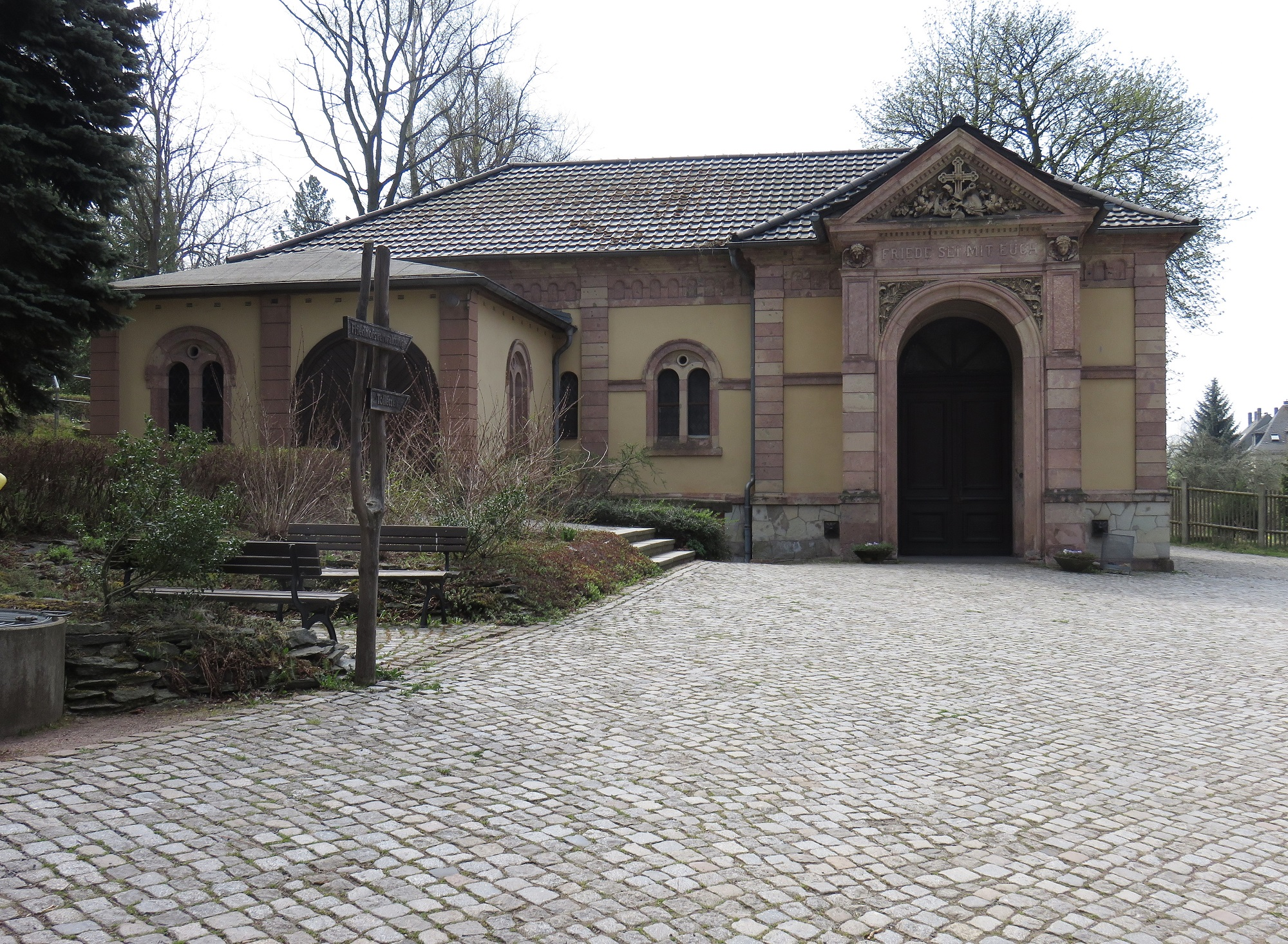
Friedhofskapelle oder Feierhalle
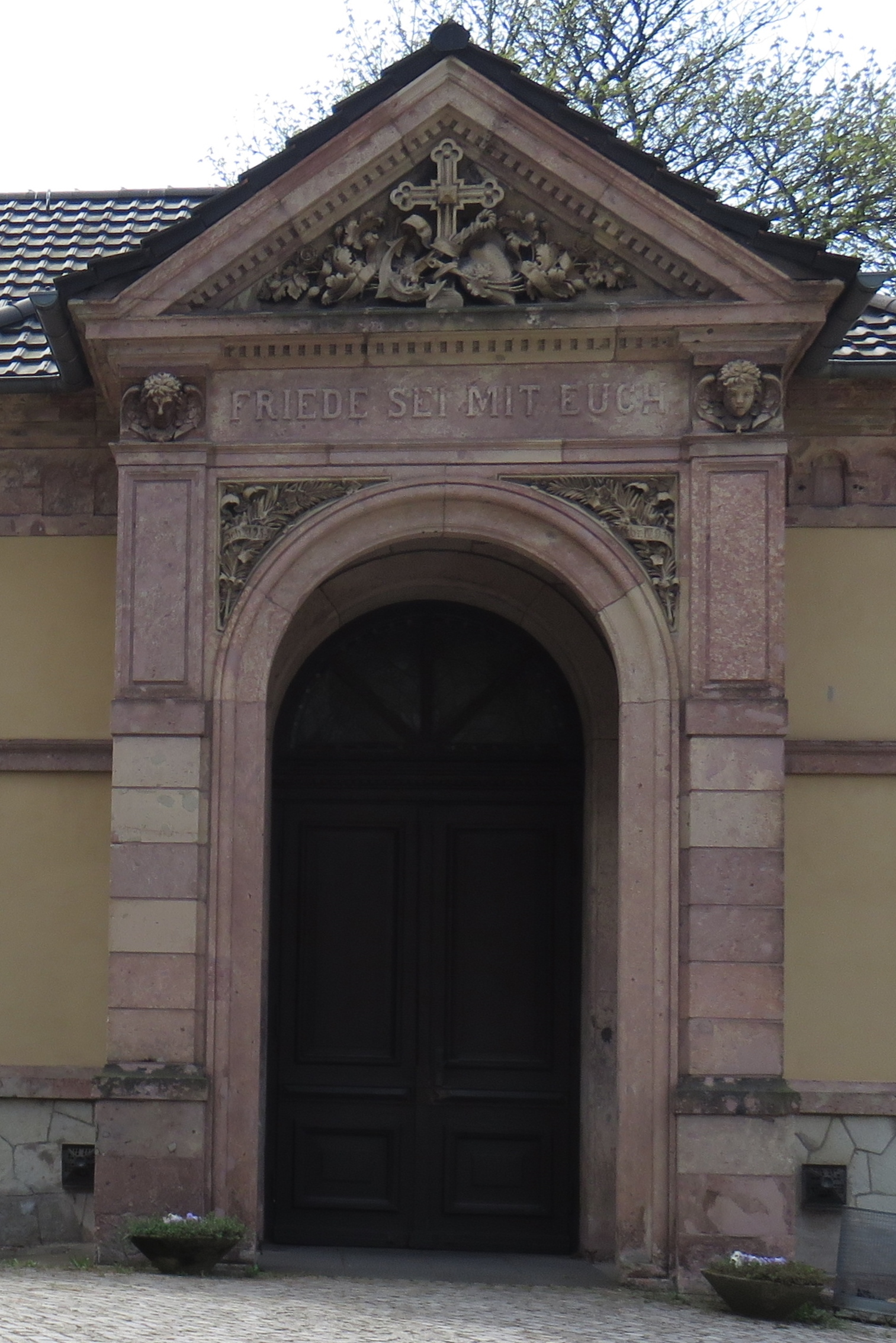
Eingang der Friedhofskapelle

## Gartendenkmal Kirchhof und Grabmale
Der Kirchhof ist eine weitläufige terrassierte Anlage, die sich hinter der Kirche den Hang hinaufzieht. Er besitzt viele alte Grabstätten, von denen einige unter Denkmalschutz stehen. Der gesamte Kirchhof ist ein geschütztes Gartendenkmal.

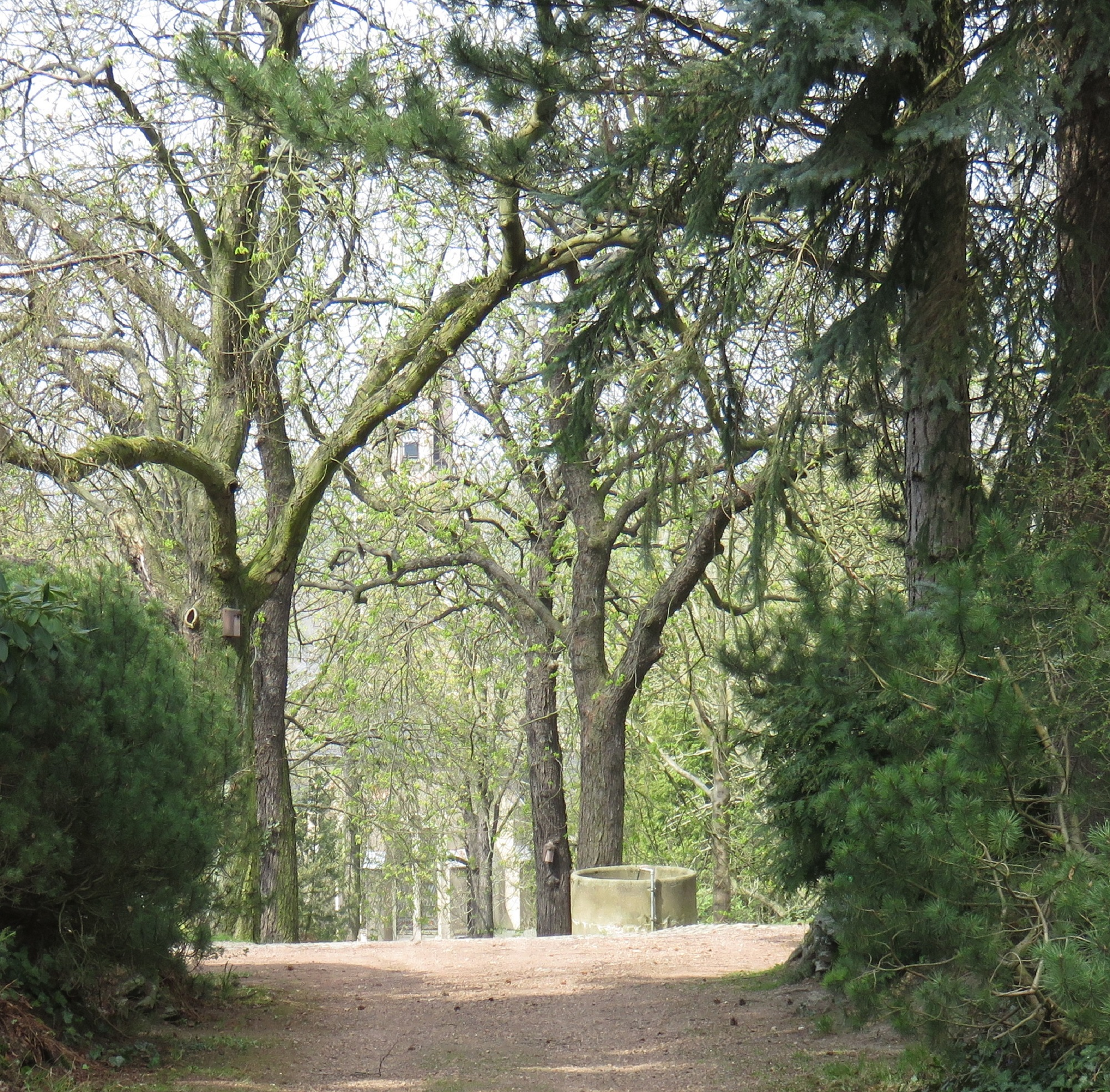
Bäume des Kirchhofs
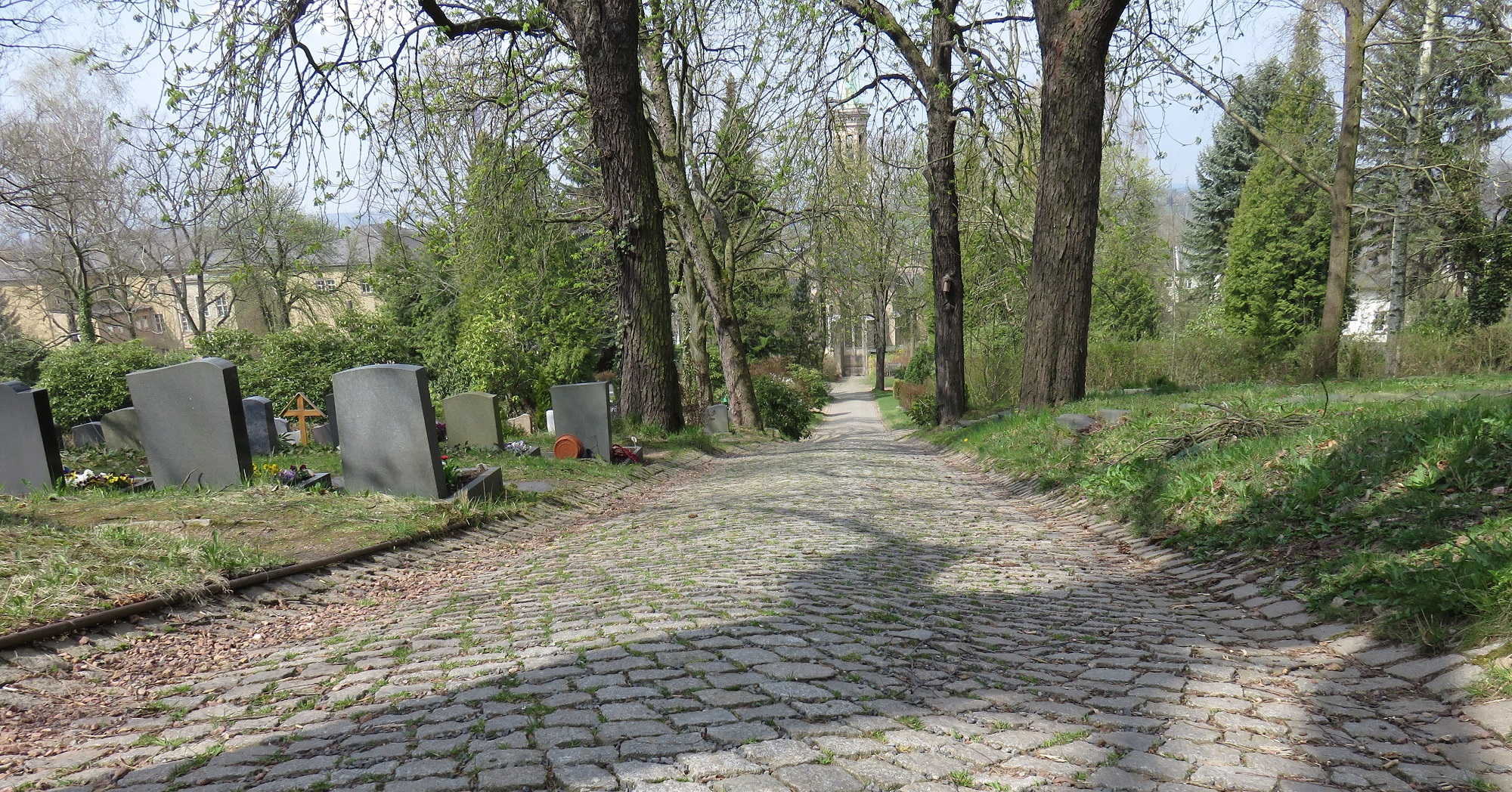
Hauptweg des Kirchhofs
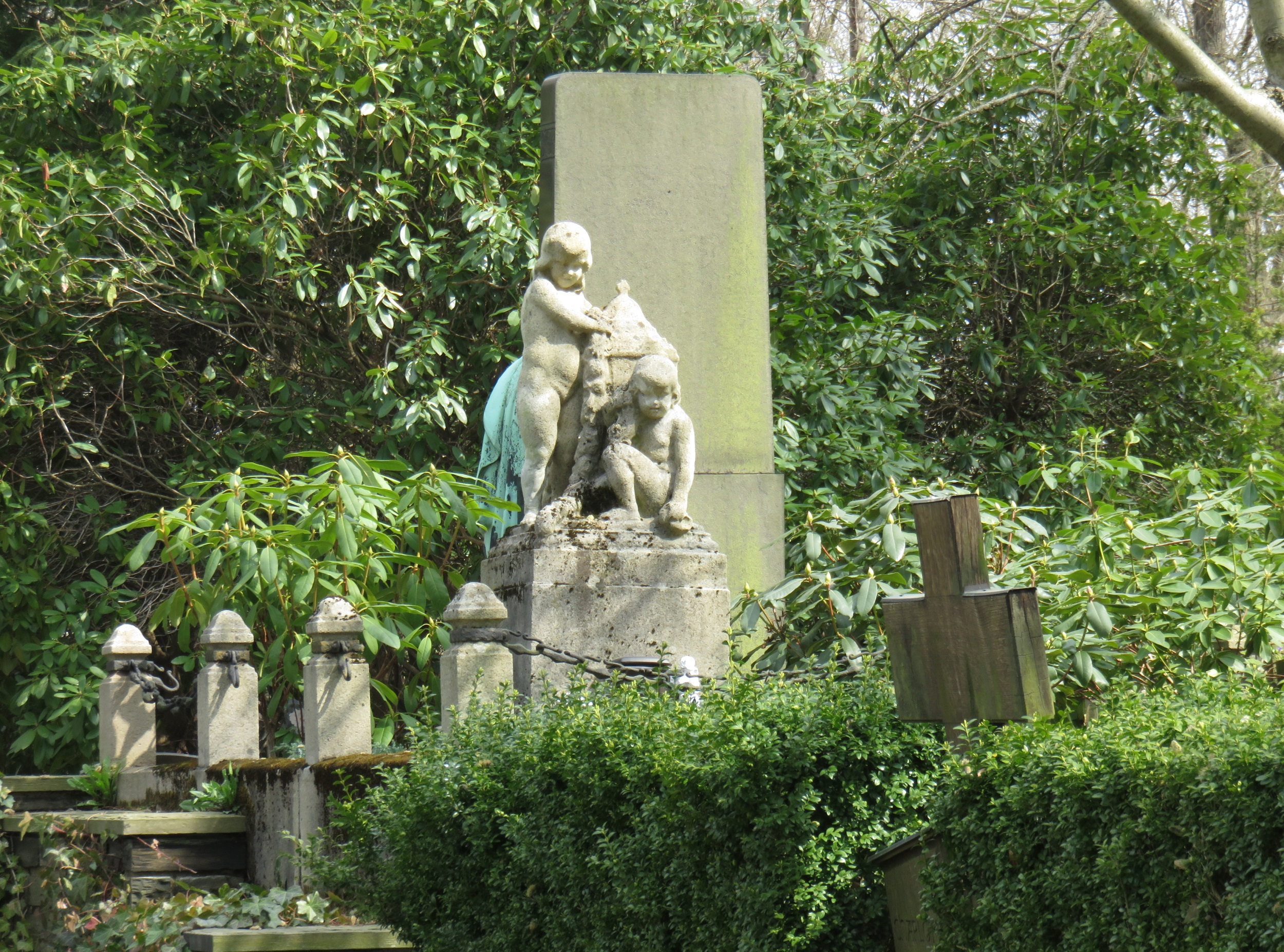
Grabanlage mit Putten
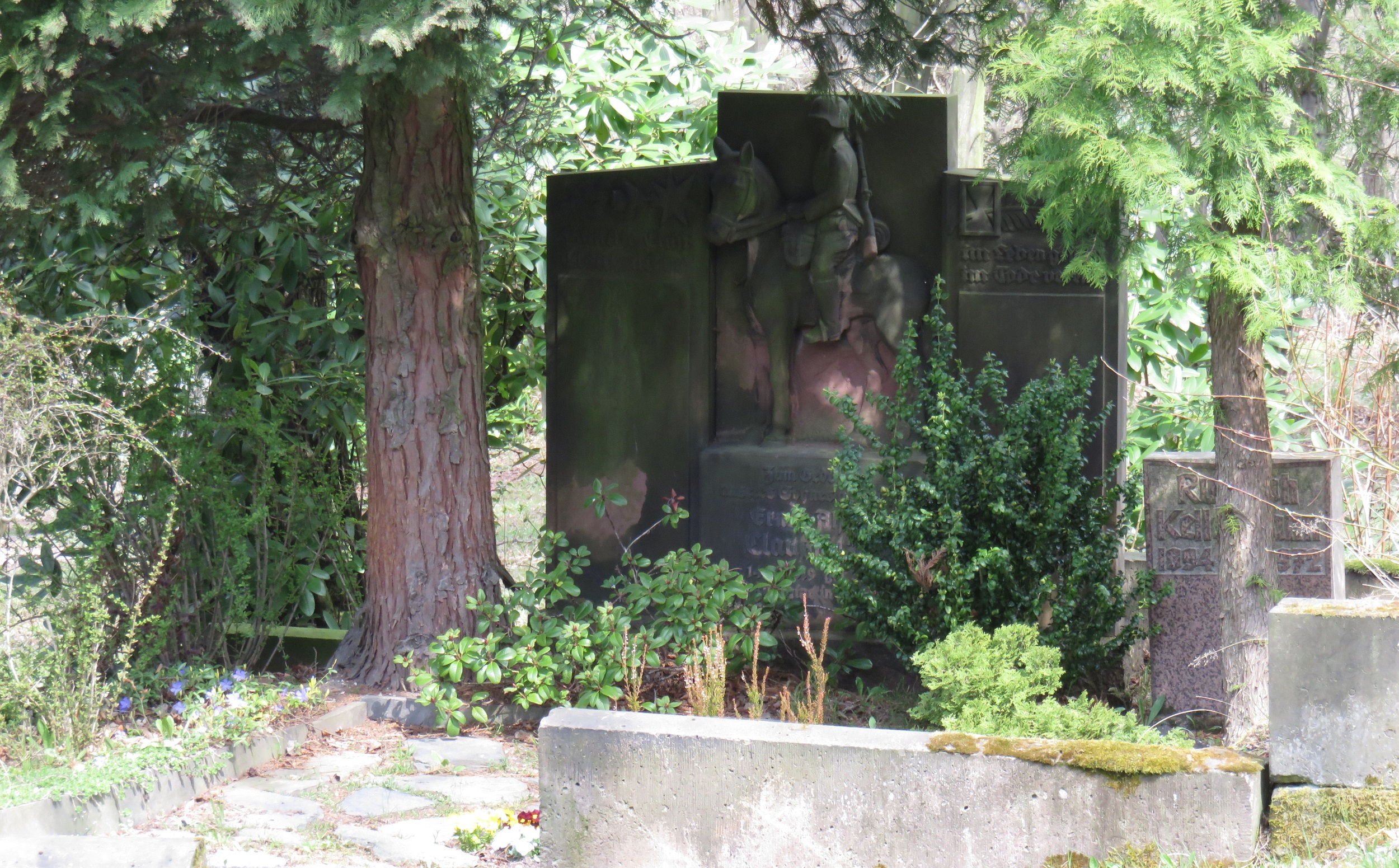
Grabanlage mit Reitersoldat
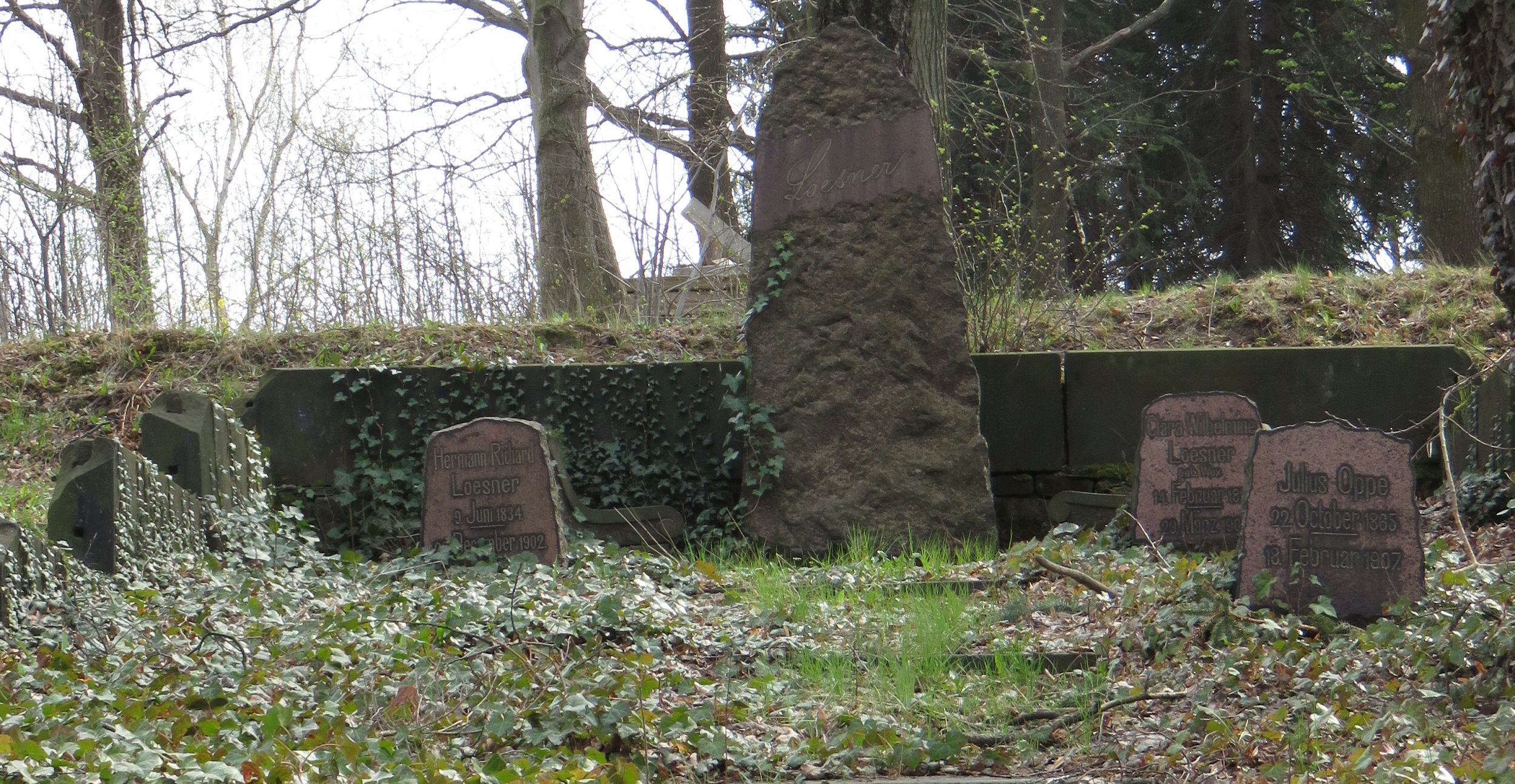
Grabanlage Loesner
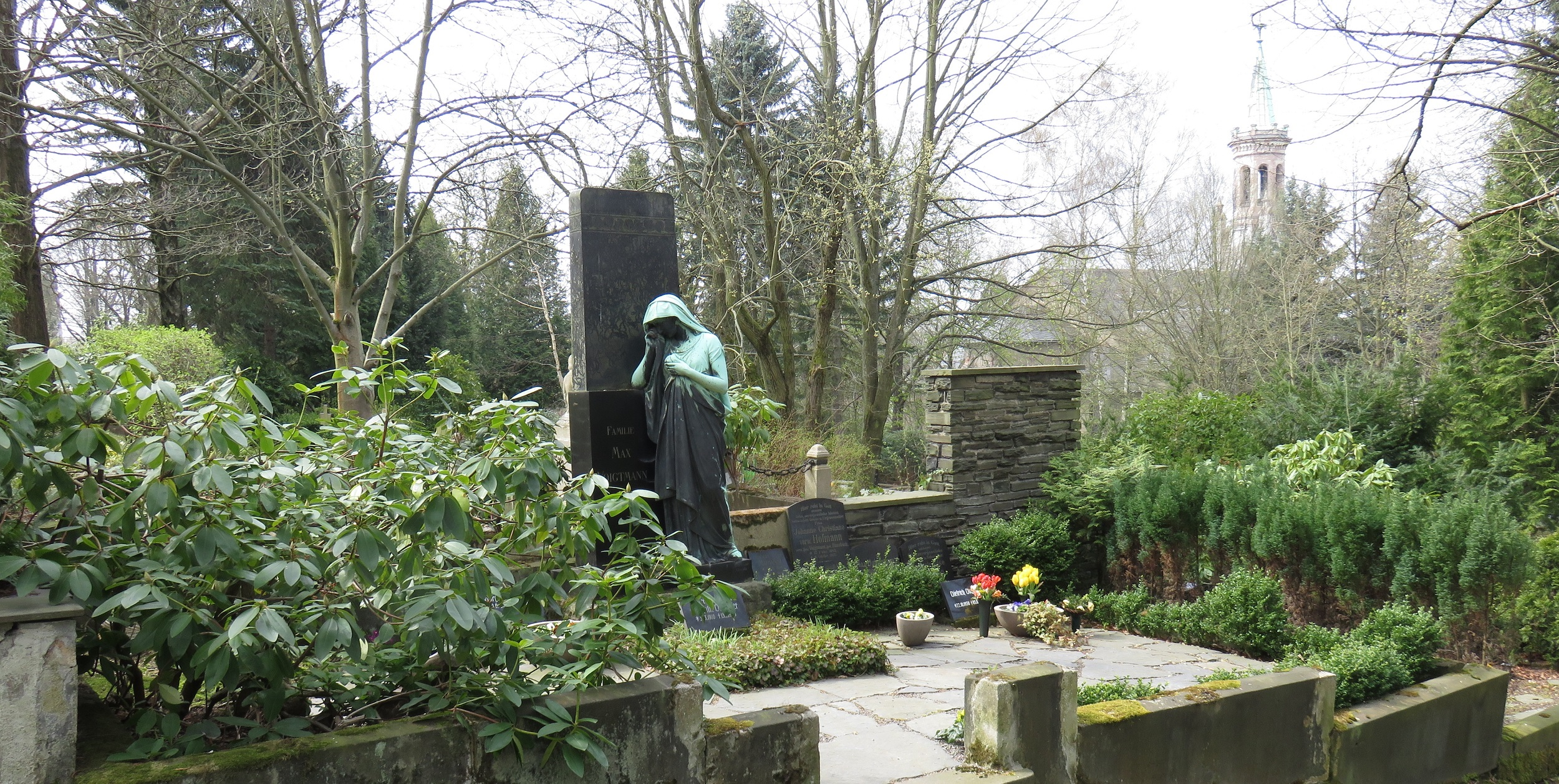
Grabanlage Voigtmann
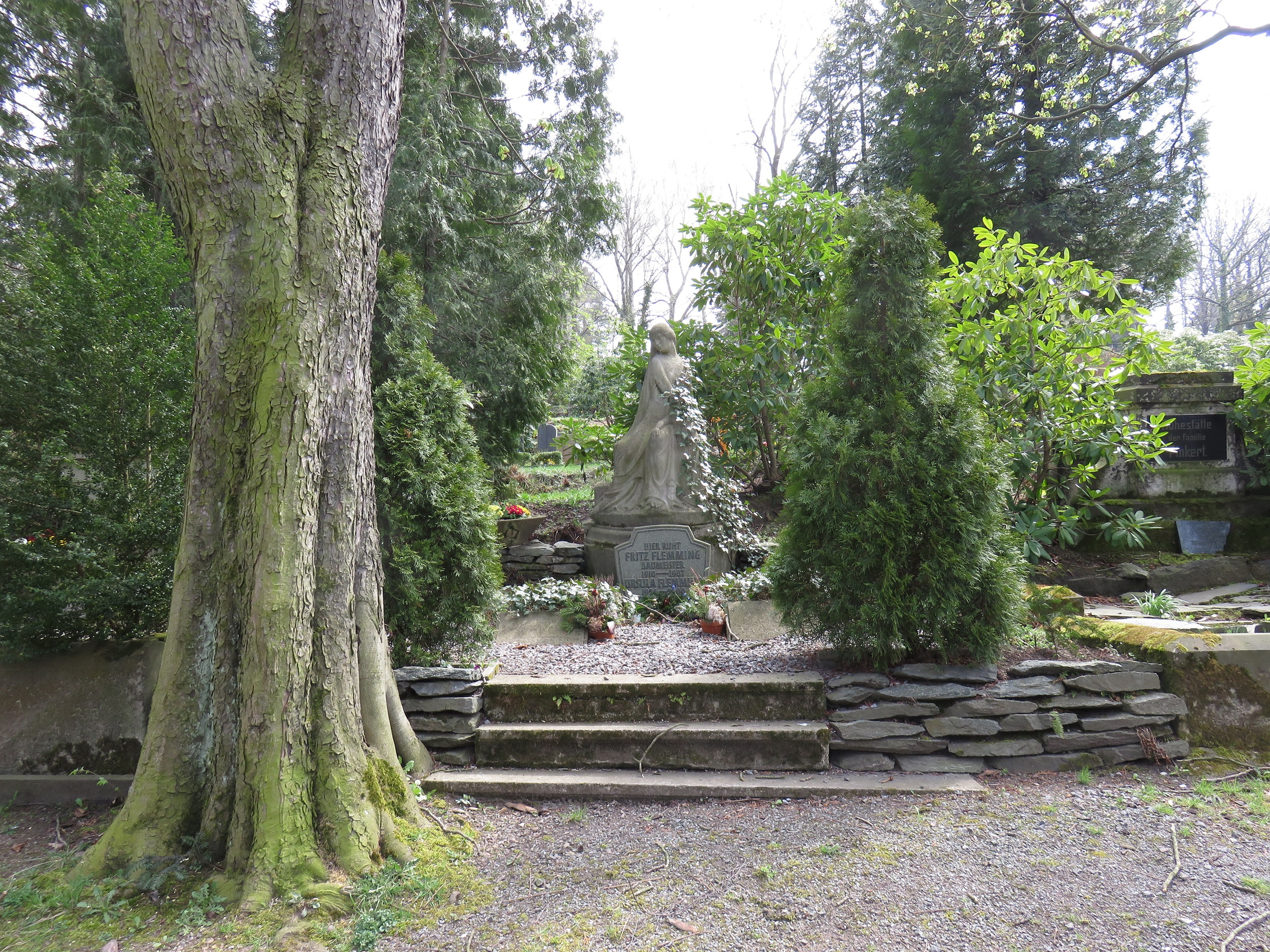
Grabanlage Flemming
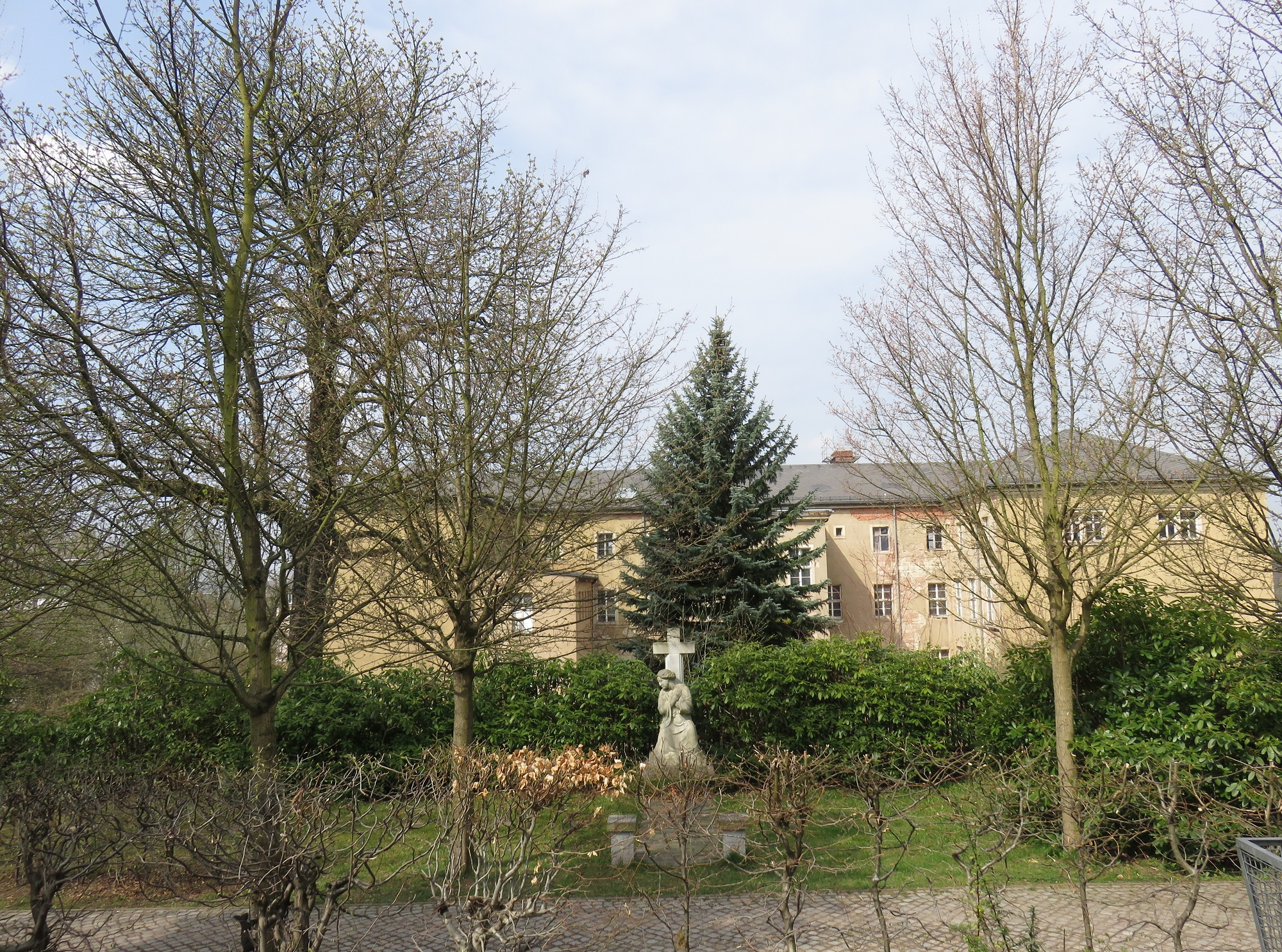
Grabanlage mit Figur
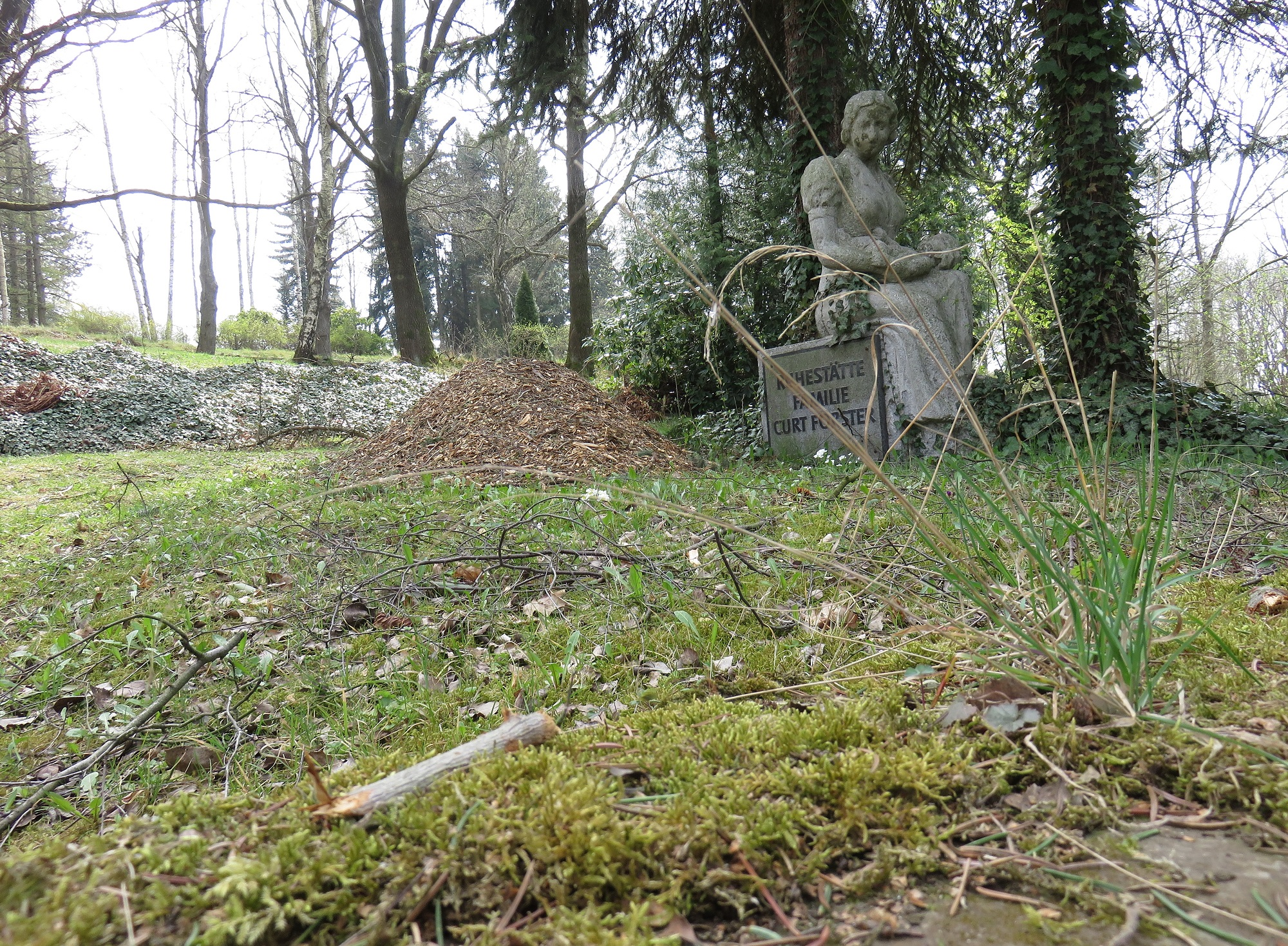
Grabanlage mit „Witwe“

## Kriegerdenkmal
Das Kriegerdenkmal für die Gefallenen des Ersten Weltkriegs ist ein einfaches gemauertes Monument, das auf der Vorderseiter stilisierte Flammen zeigt.

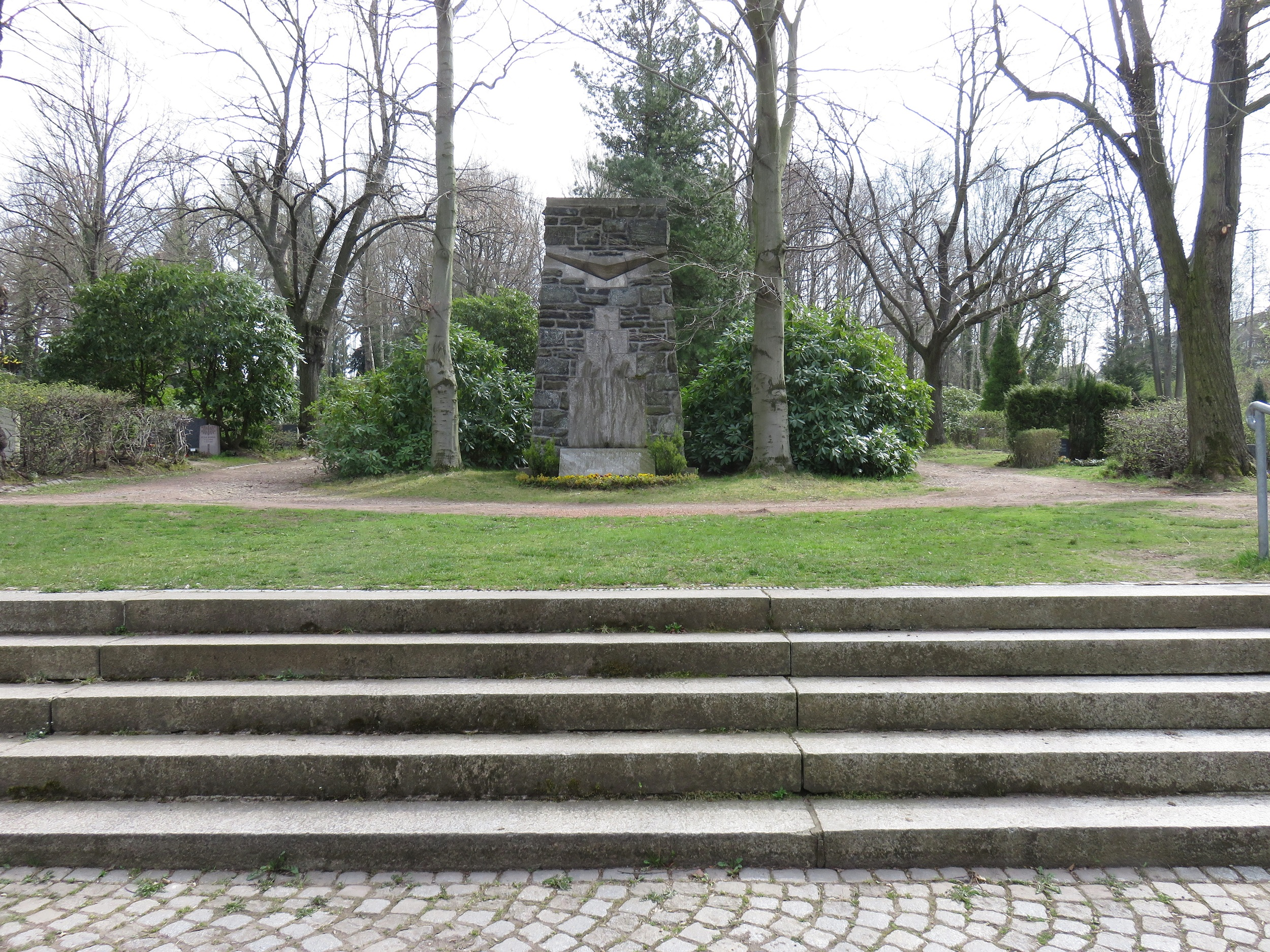
Kriegerdenkmal Anlage
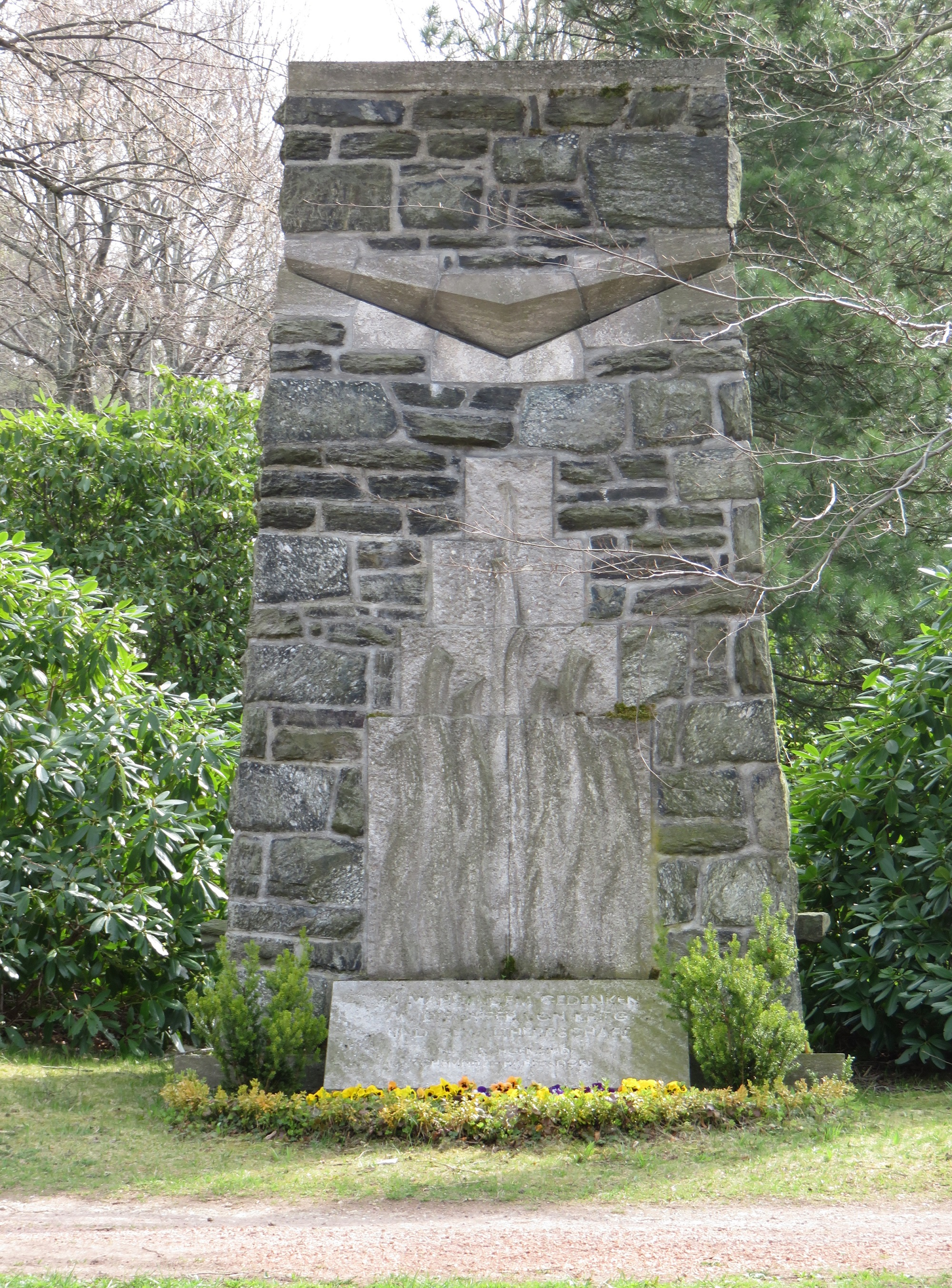
Kriegerdenkmal Darstellungsmotiv Flammen
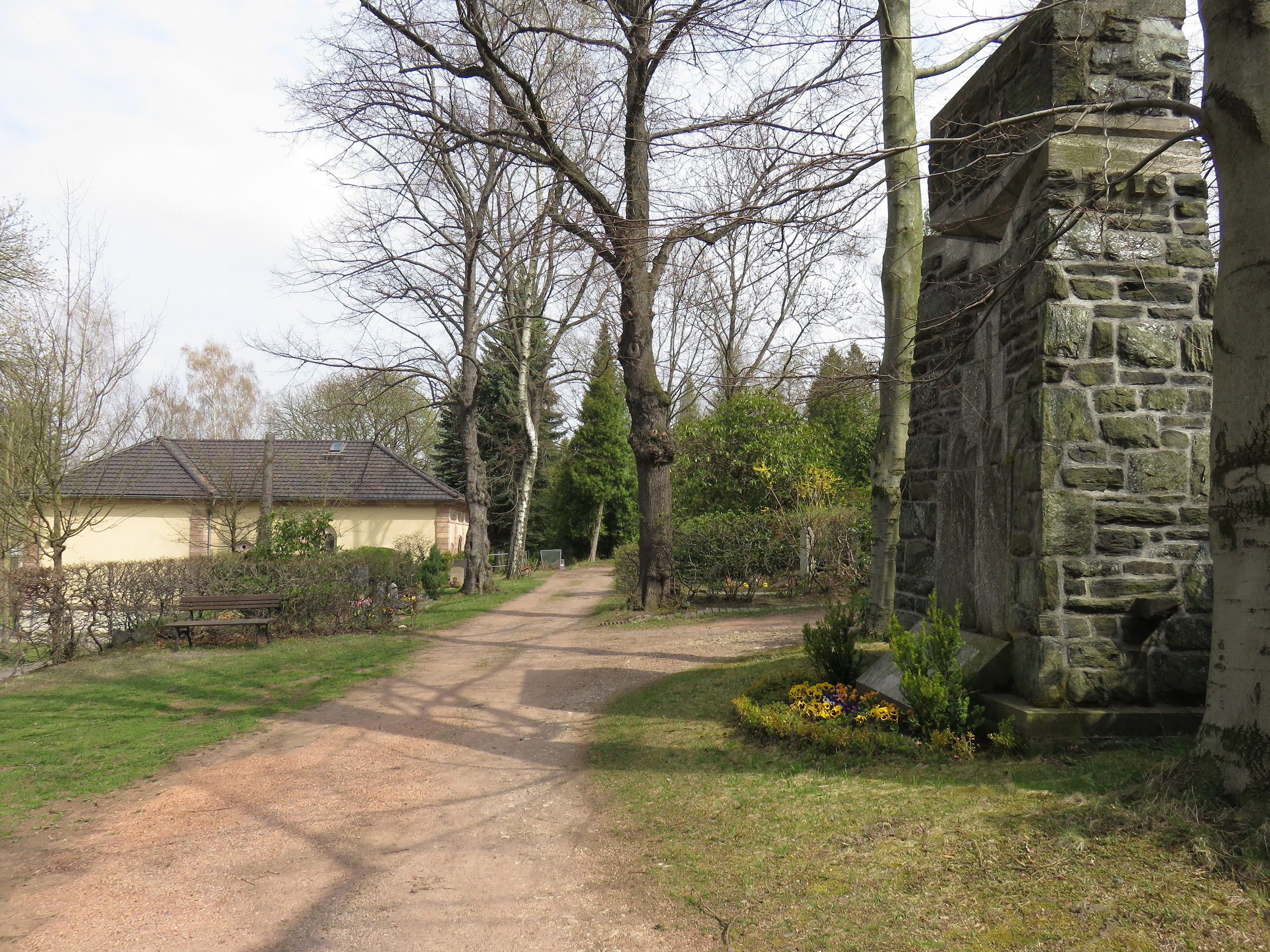
Kriegerdenkmal von der Seite